# Universidade Fordham

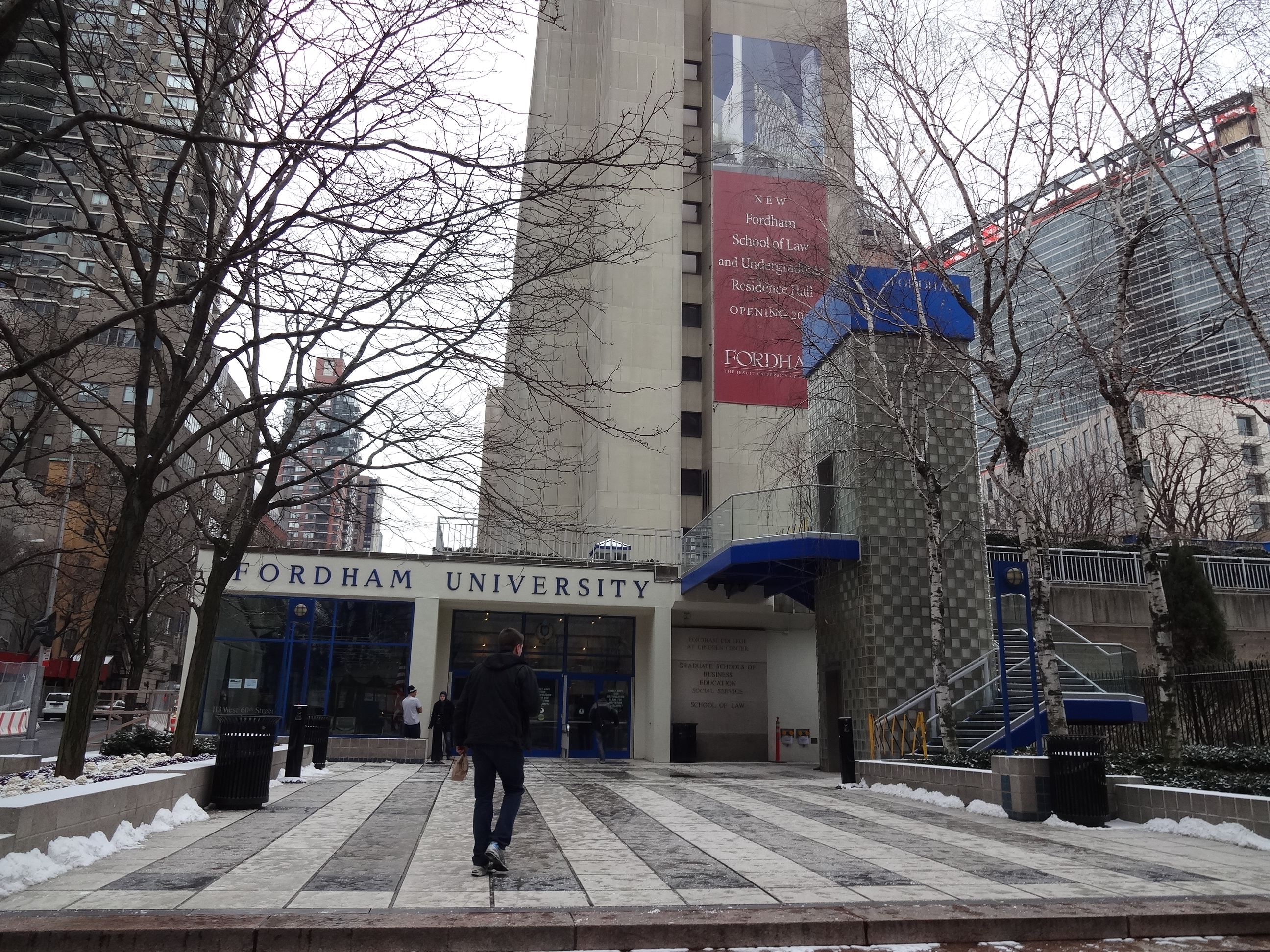
Entrada da Universidade.

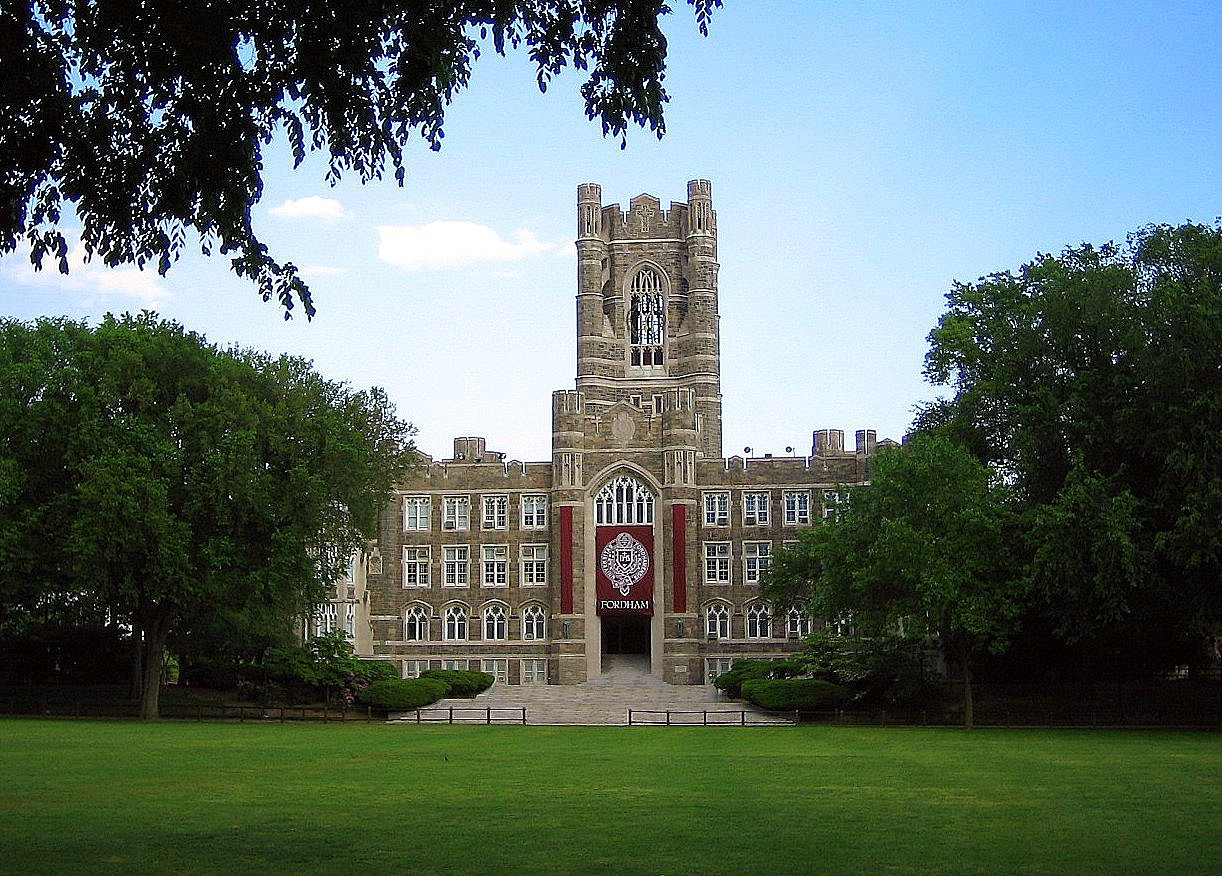
Keating Hall, no campus Rose Hill.

Universidade Fordham (em inglês Fordham University) é uma universidade privada, sem fins lucrativos e católica dos Estados Unidos, com três campi ao redor da cidade de Nova Iorque. É a universidade católica e jesuíta mais antiga do nordeste dos Estados Unidos  e a terceira universidade mais antiga do estado de Nova York.
Fundado como St. John's College por John Hughes, então bispo coadjutor de Nova York, o colégio foi colocado sob os cuidados da Companhia de Jesus logo depois disso, e desde então se tornou uma escola independente afiliada aos jesuítas sob um conselho de curadores leigos. Embora governado independentemente da Igreja desde 1969, todos os presidentes da Universidade Fordham entre 1846 e 2022  foram padres jesuítas, e o currículo continua influenciado pelos princípios educacionais jesuítas. 

## Cores
As cores que representam o colégio são o marrom e o branco.

## Referencias
1. 1 2 3  McClay, David (2 de janeiro de 2016). «Introduction to the John Murray Archive». The Keats-Shelley Review (1): 15–20. ISSN 0952-4142. doi:10.1080/09524142.2016.1145925. Consultado em 15 de março de 2023
2. ↑  Shelley, Thomas J. (2016). Fordham, a history of the Jesuit university of New York: 1841-2003. New York: Fordham University Press
3. ↑  Kaczorowski, Robert J. (10 de outubro de 2012). «The Founding of Fordham Law School». Fordham University Press: 1–29. Consultado em 20 de março de 2024